# Résolution 115 du Conseil de sécurité des Nations unies
Membres permanents
- Chine (Taïwan)
- États-Unis
- France
- Royaume-Uni
- URSS

Membres non permanents
- Australie
- Belgique
- Cuba
- Iran
- Pérou
- Yougoslavie

Résolution no 114 Résolution no 116
La Résolution 115 est une résolution du Conseil de sécurité de l'ONU qui a été votée le 20 juillet 1956 concernant le Maroc et qui recommande à l'assemblée générale des Nations unies d'admettre ce pays comme nouveau membre.

## Contexte historique
À la suite de cette résolution ce pays est admis à l'ONU le 12 novembre 1956 ,.

## Texte
- Résolution 115 Sur fr.wikisource.org
- Résolution 115 Sur en.wikisource.org